# Szirák, Nógrád
Szirák  este un sat în districtul Pásztó, județul Nógrád, Ungaria, având o populație de 1.207 locuitori (2011). 

## Demografie
Componența etnică a satului Szirák
     Maghiari (67,97%)
     Romi (31,1%)
     Necunoscut (0,4%)
     Alții (0,53%)
Componența confesională a satului Szirák
     Romano-catolici (53,11%)
     Luterani (17,65%)
     Fără religie (3,98%)
     Atei (1,49%)
     Necunoscută (22,45%)
     Alte religii (3,81%)
Conform recensământului din 2011, satul Szirák avea 1.207 locuitori. Din punct de vedere etnic, majoritatea locuitorilor (67,97%) erau maghiari, cu o minoritate de romi (31,1%). Apartenența etnică nu este cunoscută în cazul a 0,4% din locuitori.  Din punct de vedere confesional, majoritatea locuitorilor (53,11%) erau romano-catolici, existând și minorități de luterani (17,65%), persoane fără religie (3,98%) și atei (1,49%). Pentru 22,45% din locuitori nu este cunoscută apartenența confesională.